# 홍콩 마스크
《홍콩 마스크》(중국어: 百變星君, 영어: Sixty Million Dollar Man)는 1995년에 개봉한 홍콩 코미디 영화로 엽위민이 각본을 쓰고 감독을 맡았으며 주성치, 오맹달, 양영기가 주연했다.

## 줄거리
홍콩 부호 이노변의 아들 이적성(주성치)은 하와이에서 대학을 다닌다. 하지만 공부에는 취미가 없고 뺀질거리며 놀기만 한다. 돈은 물처럼 쓰고 다니고 여자들의 시선을 끄는데만 모든 노력을 집중할 뿐이다. 그러던 어느날, 우연히 자신의 집에 찾아온 한 여자에게 반한 이적성은 그녀에게 이끌려 어느 식당에서 우연히 트위스트 경연대회에 참가하게 되고 그때 비로소 그 여자가 일본 야쿠자의 정부라는 사실을 알게 된다. 마약과용으로 혼수상태에 빠진 이적성과 그녀는 결국 야쿠자 일당에게 발각되고, 이적성은 야쿠자에 의해 결국 집에서 폭발사고로 죽음을 맞는다. 이 과정에서 사실 이적성의 생부가 이노변이 아닌 달숙(오맹달)이라는 것을 안 이적성은 생부를 살리면서 희생한다. 그러나 이적성은 대학 스승인 장박사(서금강)의 도움으로 남아있는 머리와 입을 이용해 인조근육으로 다시 태어나게 되고 이 과정에서 장박사는 이적성을 조립하는데 처음에는 여러가지 실수를 해서 이적성의 몸이 이상하게 변하지만 장박사가 점점 제대로 된 몸으로 조립해서 이적성을 정상적으로 살려냈다. 이후 이적성은 장박사가 이적성을 살려낸 사실을 숨기고 홍콩으로 돌아와 장박사의 조카인 실비아(충충: 양영기 분)에게 사랑을 느끼지만 인조인간의 신분인 자신에게 회의를 느끼고 죽을 결심을 한다. 자살하기 위해 건물에서 뛰어 내리는 이적성을 발견한 장박사는 그를 살리기 위해 그가 개발한 모방복체칩을 그에게 삽입하고, 이적성은 무적의 "홍콩 마스크"로 다시 거듭나 실비아에게 사랑을 고백하고 진실한 사랑에 빠진다. 모방복제칩이 입력된 이적성은 변신술을 할 수 있게 되었으나 마트에서 파는 물건으로만 변신할 수 있다. 그러나 그가 죽지 않았다는 것을 안 야쿠자 일당은 그를 죽이기 위해 "홍콩 마스크"를 능가하는 무적 인조인간을 만들어 내고 이적성과 야쿠자 인조인간 간의 목숨을 건 최후의 일전이 기다리고 있는데...

## 출연진
- 주성치
- 오맹달
- 양영기
- 손가군
- 서금강
- 다렌 샤라비

## 정보
이 영화의 오프닝 주제는 미국의 가수 베리 매닐로우의 히트곡 〈Copacabana〉를 닮았다.